# Florin Bratu
Florin Daniel Bratu (* 1. Februar 1980 in Bukarest) ist ein ehemaliger rumänischer Fußballspieler und heutiger -trainer. Er bestritt insgesamt 201 Spiele in der rumänischen Liga 1, der türkischen Süper Lig, der französischen Ligue 1 und der bulgarischen A Grupa. Im Jahr 2003 gewann er mit Rapid Bukarest die rumänische Meisterschaft.

## Karriere

### Vereine
Bratu begann seine Karriere bei Tractorul Brașov in der Divizia B, wo er in seiner ersten Spielzeit acht Tore erzielen konnte. Im Jahr 2001 wechselte er zum rumänischen Spitzenklub Rapid Bukarest, wo er in der Saison 2002/03 elf Treffer zum Gewinn der Meisterschaft beisteuern konnte. Im Sommer 2003 wechselte er für eine Ablösesumme von 2,75 Millionen US-Dollar in die Türkei zu Galatasaray Istanbul. Die Saison 2003/04 verlief sportlich enttäuschend für Galatasaray und endete mit einem sechsten Platz.
Schon nach einem Jahr verließ Bratu Istanbul und wechselte zum FC Nantes in die französische Ligue 1. Dort konnte er sich nicht durchsetzen und kam in der Spielzeit 2004/05 nur auf 13 Einsätze. Anschließend wurde er für die Saison 2005/06 an Dinamo Bukarest und für die Saison 2006/07 an den Aufsteiger FC Valenciennes ausgeliehen.
Da der FC Nantes im Jahr 2007 in die Ligue 2 abgestiegen war, verließ Bratu den Verein und wechselte zum amtierenden rumänischen Meister Dinamo Bukarest. Obwohl er in der Saison 2007/08 seine Torgefährlichkeit wiederfand und mit 14 Treffern zu den besten Stürmern der Liga 1 gehörte, schloss Dinamo nur auf dem vierten Platz ab. In die folgende Spielzeit startete er mit einer guten Trefferquote von sieben Toren in den ersten sieben Einsätzen, kam nach dem elften Spieltag jedoch verletzungsbedingt nicht mehr zum Einsatz. Erst in der Rückrunde 2009/10 stand er seinem Verein wieder für wenige Spiele zur Verfügung.
Im Juli 2010 verließ Bratu Dinamo und unterzeichnete er bei Litex Lowetsch in der bulgarischen A Grupa, kehrte aber schon in der Winterpause zu Gaz Metan Mediaș in die Liga 1 zurück. Im Sommer 2012 schloss er sich Aufsteiger Gloria Bistrița an. Dort beendete er Ende des Jahres seine aktive Laufbahn.

### Nationalmannschaft
Florin Bratu bestritt 14 Spiele für die rumänische Fußballnationalmannschaft und konnte dabei zwei Tore erzielen. Sein Debüt feierte er am 12. Februar 2003, als er im Freundschaftsspiel gegen die Slowakei in der Nachspielzeit für Adrian Mutu eingewechselt wurde. Er konnte Nationaltrainer Anghel Iordănescu überzeugen, der in den folgenden EM-Qualifikationsspielen erneut auf ihn setzte. Im Freundschaftsspiel gegen Litauen am 30. April 2003 stand er erstmals in der Startelf und konnte mit dem Siegtreffer sein erstes Tor erzielen. Im Jahr 2004 wurde er seltener eingesetzt und schließlich nicht mehr berufen.
Am 17. Oktober 2007 kam Bratu im EM-Qualifikationsspiel gegen Luxemburg nach drei Jahren Pause zu seinem Comeback in der Nationalmannschaft. Im Herbst 2008 folgten drei weitere Spielen, ehe er von einer Verletzung gestoppt wurde, so dass sein Einsatz im WM-Qualifikationsspiel gegen die Färöer-Inseln sein bis zum heutigen Tag letztes Länderspiel war.

## Erfolge

### Rapid Bukarest
- Rumänischer Meister: 2003
- Rumänischer Pokalsieger: 2002
- Rumänischer Supercup-Sieger: 2002, 2003

### Litex Lowetsch
- Bulgarischer Supercup-Sieger: 2010